# Белорусская библиотека и музей имени Франциска Скорины
Белорусская библиотека и музей имени Франциска Скорины (англ. Francis Skaryna Belarusian Library and Museum, бел. Беларуская бібліятэка і музей імя Францішка Скарыны) — библиотека в Лондоне (Англия), основанная в 1971 году. Единственная библиотека за пределами Беларуси, специализирующаяся исключительно на белорусской тематике. Собрание библиотеки является крупнейшим в своей области в Западной Европе. Библиотека расположена по адресу 37 Holden Road, North Finchley, London. Носит имя Франциска Скорины, пионера белорусского и восточнославянского книгопечатания. В 1979 году получила статус независимого научно-благотворительного учреждения и провозглашена «собственностью всех белорусов».

## Собрание
В настоящее время книжное собрание библиотеки насчитывает более 30 000 томов, из них более 20 напечатаны до 1800 года. Сильнейшие области коллекции — это история, литература, язык, религия, фольклор, краеведение, библиография, музыка и искусство. Имеются все стандартные справочники. Коллекция зарубежных публикаций, как книг, так и периодических изданий, довольно обширна. Регулярно закупаются новые публикации из Беларуси, а также все важные работы, связанные с Беларусью, выходящие за границей на любом языке. Большинство книг представлено на белорусском языке, немало на русском и польском, меньше на немецком, французском и других языках. В библиотеку поступает более 40 актуальных периодических изданий из Беларуси и зарубежья. Коллекция периодики насчитывает более 200 наименований; некоторые издания — редкие публикации до 1939 года. Картографическая коллекция состоит из более чем 100 карт, начиная с XVI века. Имеется внушительная коллекция белорусских музыкальных пластинок; более свежие записи на кассетах и компакт-дисках собираются эпизодически с акцентом на фолк, рок и классическую музыку. Архив обширен; это наименее изученная часть библиотечного фонда. В нём собраны церковные документы XVIII—XIX веков, материалы периода Белорусской Народной Республики (1918 год), архивы белорусских организаций и деятелей в изгнании.

## История

### Формирование фонда
История фонда библиотеки началась с основания Белорусской католической миссии в Лондоне в 1947 году и её переезда в Дом отцов мариан (Мариан Хаус) на Холден-авеню в следующем году. Там небольшая (от двух до трёхсот), но ценная коллекция белорусских книг, привезённая в Англию отцом Чеславом Сиповичем, размещалась в находившейся на южной стороне комнате на втором этаже, непосредственно над часовней миссии. Библиотека служила учебным центром и местом встреч студенческих ассоциаций Жыццё и Рунь, а также использовалась рядом учёных, интересующихся белорусским наследием.
В последующее десятилетие книжный фонд увеличился в десять раз и к 1957 году пополнился подпиской на все основные периодические издания БССР и белорусской диаспоры. В 1958 году он получил название Bibliotheca Alboruthena. В том же году отец Лев Горошко переехал из Парижа, чтобы присоединиться к белорусской католической общине в Лондоне. Он привёз с собой прекрасную частную библиотеку, в которую входили некоторые редкие книги, изданные в Западной Белоруссии до Второй мировой войны. Эта коллекция была добавлена в Bibliotheca Alboruthena, что сделало её крупнейшей белорусской библиотекой в Западной Европе. Часто в библиотеку поступали новые коллекции и предметы от посетителей и белорусов со всего мира. Когда в 1960 году отец Чеслав Сипович был назначен епископом и апостольским визитатором для белорусских грекокатоликов в эмиграции, его в качестве библиотекаря Bibliotheca Alboruthena сменил отец Лев Горошко. В 1960-х годах была сделана первая попытка каталогизировать собрание.
В 1968 году книжное собрание насчитывало более 6 500 томов и увеличивалось за счёт растущего интереса к белорусским исследованиям в британских университетах. В этих условиях было принято решение о приобретении целого здания для размещения фонда библиотеки (кроме религиозных книг, не имеющих отношения к белорусоведению), её архива, а также небольшого музея, размещавшегося с 1967 года в приспособленном здании белорусской школы имени святого Кирилла Туровского. Для этого, по инициативе Сиповича, в 1970 году был приобретён дом 1917 года постройки по адресу Холден-Роуд 37, через дорогу от Дома отцов мариан.

### От создания библиотеки до 2000-х годов

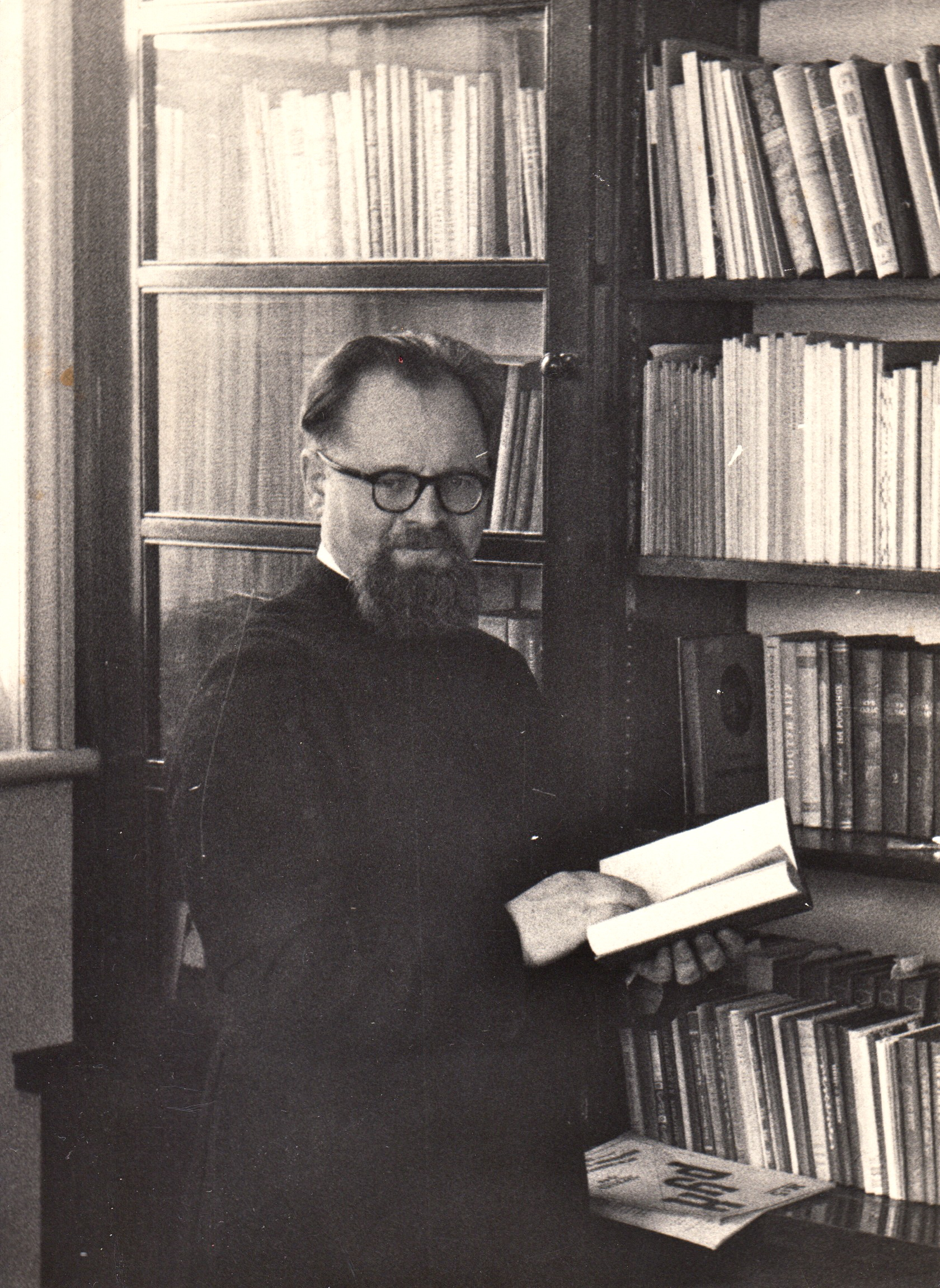
Епископ Чеслав Сипович в библиотеке

Библиотека была официально открыта 15 мая 1971 года Робертом Оти, профессором сравнительной славянской филологии Оксфордского университета, с благословления архиепископа Доменико Энричи, апостольского нунция в Великобритании. До этого, в январе 1971 года, отец Александр Надсон взял на себя роль библиотекаря вместо отца Льва Горошко, назначенного директором Белорусской службы Радио Ватикана. Первоначально библиотекой руководил совет управляющих, при этом она, вопреки первоначальному замыслу, оставалась частной собственностью ее создателей. Лишь в июле 1979 года библиотека была зарегистрирована как независимое учреждение, принадлежащее благотворительному фонду. Функции управления благотворительным фондом взял на себя попечительский совет, состоящий из представителей белорусского католического (отец Александр Надсон, отец Феликс Журня) и православного (отец Я. Пекарский) духовенства, представителей белорусской общины в Великобритании (П. Асипович, Я. Доминик, Я. Михалюк) и британских учёных, проявлявших особый интерес к изучению Беларуси (Джим Дингли, Арнольд Макмиллин, Гай Пикарда). Епископ Чеслав Сипович оставался его председателем до своей смерти в 1981 году; его сменил отец Александр Надсон. Питер Мэйо был назначен попечителем, чтобы сменить отца Журню, умершего в 1982 году.
Учреждение было задумано как справочная библиотека для поддержки исследований, связанных с Беларусью; его главная цель заключалась в том, чтобы «собрать все материалы, относящиеся к Беларуси как в печатной, так и в рукописной форме, и сделать их доступными для всех, кто интересуется какими-либо аспектами белорусоведения». К 1991 году библиотека приобрела более 12 000 наименований и ежегодно увеличивалась на 300—400. В неё поступали практически все белорусские издания, а также относящиеся к Беларуси, выходящие в БССР, Польше и на Западе. В 1990 году библиотека заключила соглашение о книгообмене с библиотекой Академии наук Белоруссии в Минске, что позволило ей получать дубликаты публикаций 1920-х и 1930-х годов, которые иначе были бы недоступны, в обмен на дорогостоящие научные публикации с Запада. На это библиотека тратила 3000 фунтов стерлингов в год. Её фонды также значительно пополнились за счёт систематического поиска старых и распродававшихся публикаций, а также за счёт многочисленных подарков и завещаний от различных благотворителей. Помимо книг, также была приобретена обширная коллекция микрофильмов и микрофишей. Библиотека была разделена по тематические блоки: справочники, литература, словари, язык, этнография и фольклор, история, право, религия, музыка, Скорина, старопечатные книги, газеты и периодические издания. Сохраняющейся проблемой является отсутствие специалиста по созданию каталога и библиографических описаний. В начале 1990-х этим занимались Мария Куник и Сергей Шупа. 
Большую часть 1990-х и 2000-х годов профессор Адам Мальдис (Минск) единолично снабжал библиотеку книгами и периодическими изданиями, выходящими в Беларуси.
Библиотекой было организовано несколько международных семинаров и конференций по белорусоведению.

### Библиотека в 2010-е годы

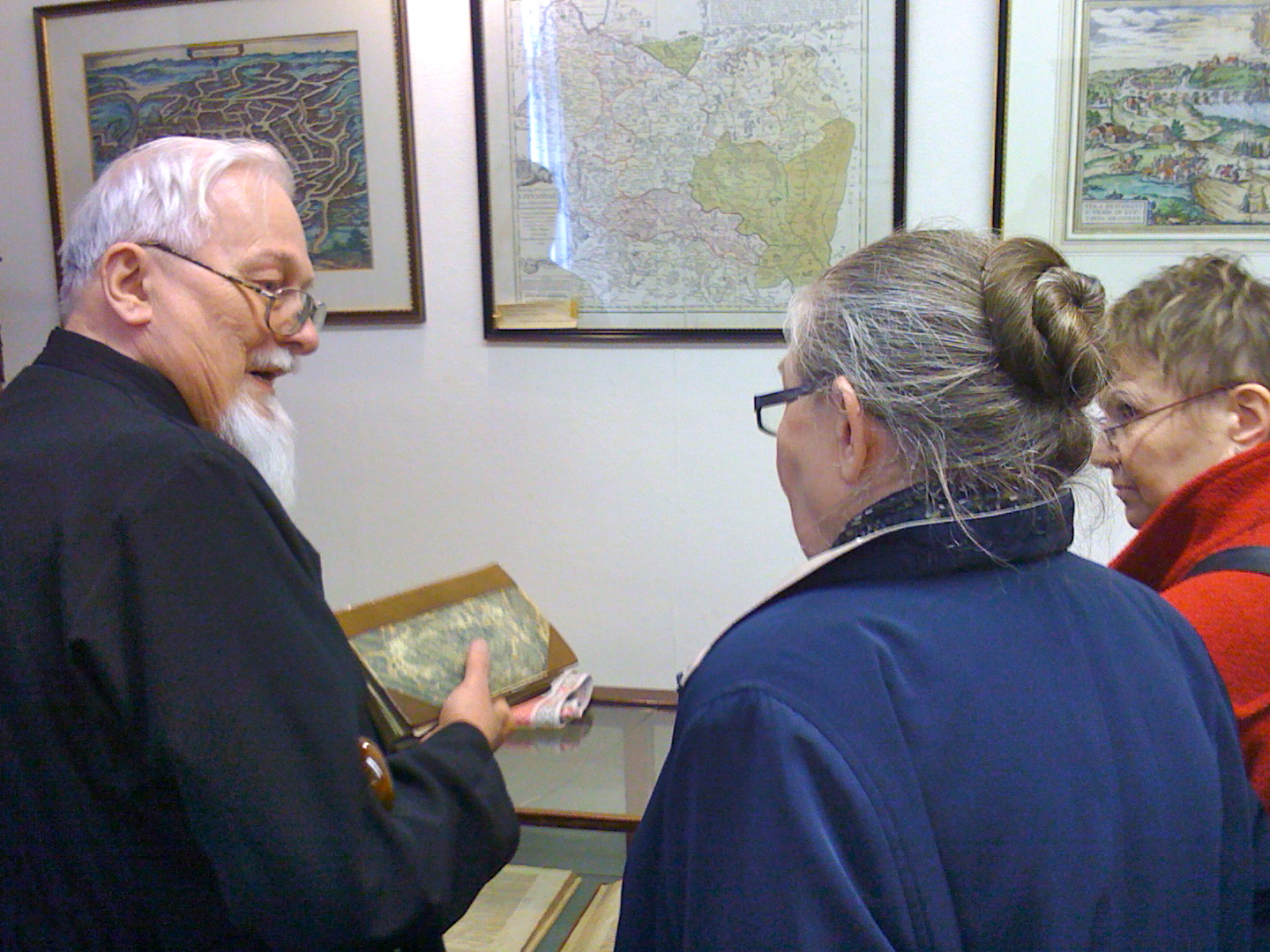
Отец А. Надсон и И. Сурвилла

В связи с ухудшением здоровья отца Александра Надсона, многолетнего главы попечительского совета и основного хранителя учреждения, Белорусская библиотека-музей Франциска Скорины вступила в период упадка. В 2011 году она была исключена из списка благотворительных организаций из-за отсутствия отчётов о своей деятельности. В 2014 году возрождённый совет попечителей вновь собрался на заседании, чтобы возродить учреждение и обеспечить его будущее. Были приняты Определение миссии и Цели учреждения. При этом впервые с 1971 года были пересмотрены первоначальные цели библиотеки-музея: помимо сбора и сохранения белорусского культурного наследия и поддержки белорусских исследований — способствовать жизни белорусской общины в Великобритании и пробуждать интерес к Беларуси среди британской общественности. В 2015 году в подтверждение своего возрождения и важного места в жизни британского общества благотворительное учреждение было вновь зарегистрировано.
С тех пор Белорусская библиотека-музей имени Франциска Скорины начала программу оцифровки своих самых ценных и редких материалов, серию мероприятий и сотрудничество с иными учреждениями в Беларуси и других странах.
В конце 2016 года рядом с библиотекой Франциска Скорины был построен грекокатолический храм Святого Кирилла Туровского и Всех Святых Покровителей белорусского народа.